# François de Luxembourg (fils)
Pour les articles homonymes, voir François de Luxembourg et Roussy.
François de Luxembourg, né vers 1492, décédé le 29 juin 1553 à Duingt, est un vicomte de Martigues, un seigneur et un officier du duché de Savoie .

## Biographie
François de Luxembourg est le fils de François de Luxembourg, vicomte de Martigues et de Louise de Savoie, fille de Janus, comte apanagiste de Genevois,. Son nom vient du fait qu'il était un descendant de 9ème génération de Henri V, comte de Luxembourg, appartenant donc à la branche française de la maison de Luxembourg.
Il hérite des terres de la famille en 1511 : le péage de Nyon et les seigneuries de Belmont (Yverdon) et Ternier (près de Genève), les revenus des châteaux de La Tour-de-Peilz, Vevey, Monthey, Évian, et la seigneurie de Faverges. Il est fait Gouverneur général du duché de Savoie en 1534,.
Cette proximité avec la maison de Savoie fait que les biens situés en Suisse sont confisqués au moment où celle-ci passe à la Réforme. Avec le soutien du roi de France, il obtient la restitution partielle de ses biens (Belmont, Ternier et Vevey), en 1547.

## Union et postérité
François de Luxembourg épouse en 1526 Charlotte de Brosse, fille de René de Brosse, comte de Penthièvre. Ils ont quatre peut être cinq enfants :
- Charles de Luxembourg, vicomte de Martigues (né en 1527- ✝︎ siège de Hesdin le 18 juillet 1553)
- Sébastien, comte de Penthièvre (1530- ✝︎ 1569) : d'où postérité (Louis XV en descend, ainsi que les ducs de Savoie, rois d'Italie) ;
- Philippe ;
- Philippa, mademoiselle de Martigues ;
- Madeleine, mariée le 13 novembre 1563 avec Georges de La Trémoïlle, fils cadet de François, baron de Royan  : d'où la suite des marquis de Royan